# Gouvernement du Liechtenstein
Le gouvernement de la principauté du Liechtenstein (en allemand : Regierung des Fürstentums Liechtenstein) est l'organe du pouvoir exécutif du Liechtenstein. Il est composé d'un chef de gouvernement et de quatre autres ministres, tous nommés par le prince sur accord du Landtag.

## Composition
Comme le prévoit la Constitution du Liechtenstein, le gouvernement est composé d'un chef de gouvernement et de quatre autres ministres.
Le chef du gouvernement et les autres ministres sont nommés par le prince avec l'accord du Landtag. Sur proposition du Landtag, un des quatre autres ministres est nommé par le prince en tant que Vice-premier ministre. Le gouvernement doit comporter constitutionnellement deux membres des circonscriptions qui composent la principauté, à savoir l'Oberland et l'Unterland.

### Gouvernement 2025-2029
Le gouvernement actuellement en fonction a pris ses fonctions le 10 avril 2025.
| Portefeuille                                                                                      | Titulaire | Titulaire        | Titulaire        | Parti |
| ------------------------------------------------------------------------------------------------- | --------- | ---------------- | ---------------- | ----- |
| Cheffe du gouvernement Ministre de la Présidence et des Finances                                  |           | Brigitte Haas    | Brigitte Haas    | VU    |
| Vice-cheffe du gouvernement Ministre des Affaires étrangères, de l'Environnement et de la Culture |           | Sabine Monauni   | Sabine Monauni   | FBP   |
| Ministre de l'Intérieur, de l'Économie et des Sports                                              |           | Hubert Büche     | Hubert Büche     | VU    |
| Ministre de la Société et de la Justice                                                           |           | Emanuel Schädler | Emanuel Schädler | VU    |
| Ministre des Infrastructures et de l'Éducation                                                    |           | Daniel Oehry     | Daniel Oehry     | FBP   |

## Tâches

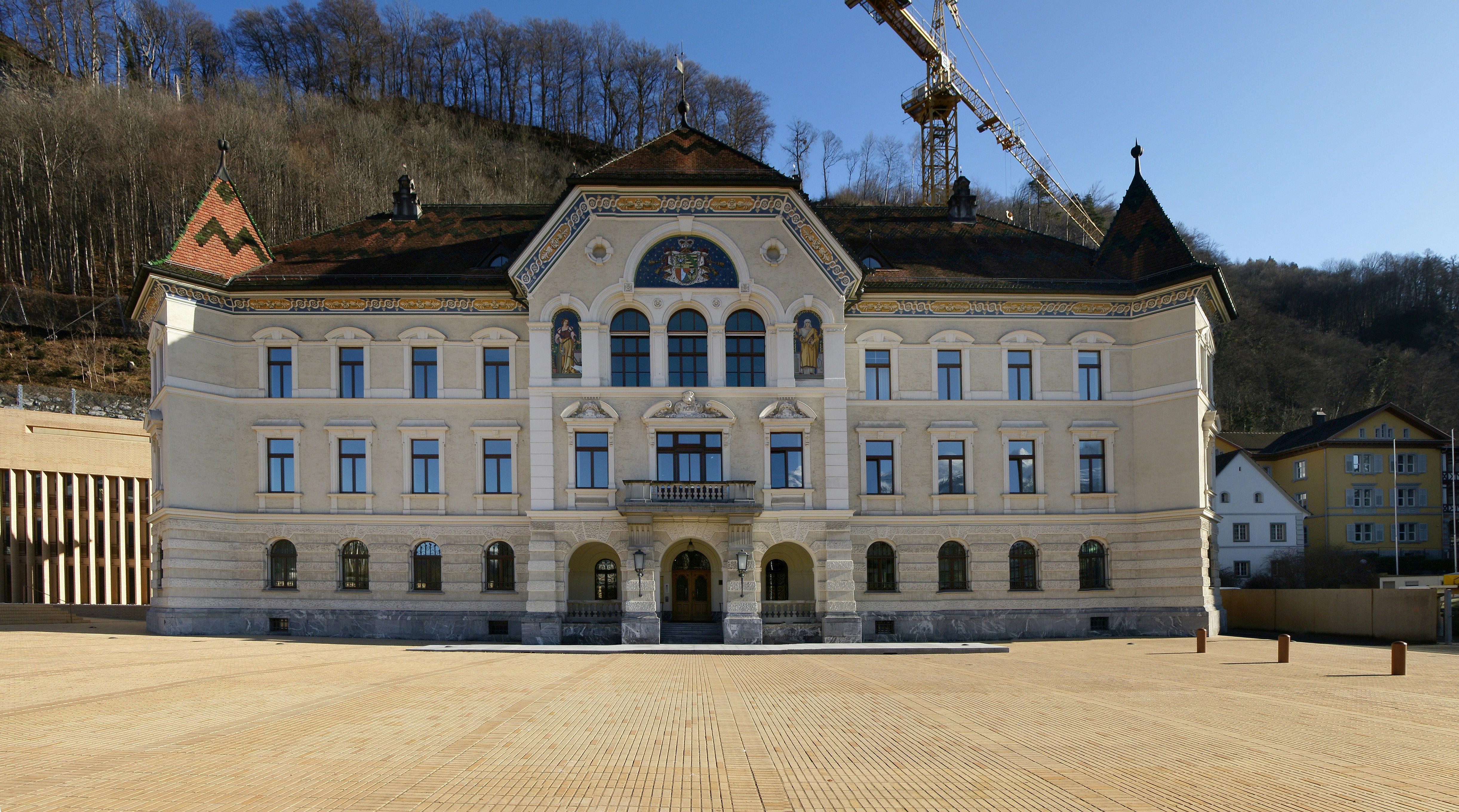
Bâtiment du Gouvernement à Vaduz, Liechtenstein

Les tâches du gouvernement sont fixées par les articles 92 et 93 de la Constitution. Le gouvernement a pour tâche l'exécution de toutes les lois et de tous les ordres juridiquement licites émanant du prince ou du Landtag. Il édicte également les règlements nécessaires à l'application des lois et des traités directement applicables, dans le strict cadre de la loi et de ces traités et émet les décrets nécessaires au respect des autres traités, à condition qu'aucune nouvelle loi ne soit requise à cet effet. Il est également chargé de rendre un rapport annuel au Landtag sur son action et est responsable de l'élaboration de projets de loi qu'il soumet au Landtag ainsi que la production et l'émission d'avis sur les propositions de loi que le Landtag lui soumet à cet effet. Enfin, il peut engager des dépenses urgentes non prévues au budget.

## Révocation
Si un membre du gouvernement perd la confiance du prince ou du Landtag, la décision de révocation du ministre en exercice doit se faire sur commun accord entre le Landtag et le prince.

## Suppléance
Chaque ministre a un ou une suppléante. Ces derniers ont les mêmes pouvoirs et représentent leur ministre de tutelle lors des réunions auxquelles ces derniers ne pourraient assister. Les suppléants sont élus par le Landtag en même temps que les membres principaux du gouvernement. Par parallélisme à la composition du gouvernement principal, deux membres doivent provenir de l'Oberland et les deux autres doivent habiter dans l'Unterland.
| Suppléant de     | Titulaire | Titulaire        | Titulaire        | Parti |
| ---------------- | --------- | ---------------- | ---------------- | ----- |
| Brigitte Haas    |           | Christoph Büchel | Christoph Büchel | VU    |
| Sabine Monauni   |           | Karin Zech-Hoop  | Karin Zech-Hoop  | FBP   |
| Hubert Büchel    |           | Norma Heidegger  | Norma Heidegger  | VU    |
| Emanuel Schädler |           | Orlando Wanner   | Orlando Wanner   | VU    |
| Daniel Oehry     |           | Andreas Haber    | Andreas Haber    | FBP   |